# Сакупљачи презачинске масе
Сакупљачи презачинске масе су измишљене машине из романа Дина, Френка Херберта. Они су мале покретне фабрике које сакупљају презачинску масу. До налазишта презачинске масе у пустињи сакупљаче доносе посебни авиони-носачи. Када се складишта сакупљача напуне, авион-носач га однесе до фабрике у којој се товар даље прерађује до готовог Зачина. 
На Дини, најбогатија налазишта презачинске масе су у најдубљим пустињама око екватора, али тамо се она ретко екстрактује. Наиме, олује које дувају у тим пределима Аракиса достижу брзине и до осам стотина киклометара на час – таква јачина олује камен за пар сати претвори у песак.